# Onet
Onet (en llatí Onaethus, en grec antic  ̓́Οναιθος) fou un escultor grec.
El seu origen i la seva època no s'han pogut determinar. Només se sap que va fer una estàtua de Zeus que Mègara va dedicar a Olímpia, i que en la feina el van ajudar el seu germà Tílac i els fills d'ambdós. L'esmenta Pausànias (Descripció de Grècia, V. 23. § 4. s. 5).